# تک‌پسر (فیلم ۱۹۳۶)
تک‌پسر (انگلیسی: The Only Son) یک فیلم ژاپنی به کارگردانی یاسوجیرو اوزو است که در سال ۱۹۳۶ منتشر شد. از بازیگران این فیلم می توان به چیشو ریو و آئوکی تومیو اشاره کرد.
راجر ایبرت این فیلم را در فهرست فیلم‌های برتر خود کرد و دربارهٔ کارگردانی آن را نوشت: «واقعاً احساس می‌کنم که اوزو در کنار من به فیلم‌هایش نگاه می‌کند. او آنها را روی پرده نمی‌اندازد تا خودم به تنهایی ببینم. ما با هم به افرادی نگاه می‌کنیم که سعی می‌کنند اطرافیان را راضی کنند، و اغلب شکست می‌خورند، و گاهی نیز رستگار می‌شوند.» ریچارد برودی از نیویورکر استدلال می‌کند: «اوزو با خشم سرکوب‌شده‌اش نگاه می‌کند، در حالی که مدرنیته بهترین و بدترین جنبه‌های سنت را ریشه کن می‌کند.»